# So Good (chanson de Zara Larsson)
Pour les articles homonymes, voir So Good.
Singles par Zara Larsson
I Would Like
(2017) Symphony
(2017)
Singles par Ty Dolla $ign
Fallen (en)
(2017) Ain't Nothing (en)
(2017)
So Good est une chanson de Zara Larsson et Ty Dolla $ign sortie le 27 janvier 2017 en tant que cinquième single extrait de l'album So Good.

## Composition
So Good est une ballade R&B.

## Clip vidéo
Le clip vidéo de So Good est réalisé par Sarah McColgan,. Il est posté sur YouTube le 3 février 2017, à l'occasion de l'ouverture des pré-commandes de l'album du même titre. Il met en vedette Zara Larsson. Ty Dolla $ign y fait également une apparition.

## Classements
| Classement (2017)                              | Meilleure position |
| ---------------------------------------------- | ------------------ |
| Allemagne (GfK Entertainment)                  | 99                 |
| Australie (ARIA)                               | 59                 |
| Belgique (Flandre Ultratip Bubbling Under 100) | 2                  |
| Belgique (Wallonie Ultratip Bubbling Under 50) | 19                 |
| Danemark (Tracklisten)                         | 30                 |
| Écosse (OCC)                                   | 27                 |
| Espagne (PROMUSICAE)                           | 92                 |
| États-Unis (Pop Airplay)                       | 39                 |
| Finlande (Tilastot Suomen)                     | 24                 |
| France (SNEP)                                  | 160                |
| Irlande (Irish Singles Chart)                  | 91                 |
| Japon (Hot 100)                                | 71                 |
| Norvège (VG-lista)                             | 27                 |
| Nouvelle-Zélande (Heatseekers)                 | 2                  |
| Pays-Bas (Nederlandse Top 40)                  | Tip                |
| Pays-Bas (Single Tip)                          | 2                  |
| Royaume-Uni (UK Singles Chart)                 | 44                 |
| Slovaquie (IFPI Rádio)                         | 72                 |
| Suède (Sverigetopplistan)                      | 7                  |
| Suisse (Schweizer Hitparade)                   | 89                 |